# François-Xavier Lalanne
François-Xavier Lalanne fue un escultor y grabador francés, nacido en Agen ( Lot-et-Garonne ), el 28 de agosto de 1927, y fallecido en Ury ( Seine-et-Marne ), el 7 de diciembre de 2008.
En 1949, François-Xavier Lalanne estudió dibujo, escultura y pintura en París, junto a figuras del arte tales como Constantin Brancusi, René Magritte y Salvador Dalí. En 1952, tuvo su primera exposición individual de pintura en París.
En 1956, se decidió a trabajar con su pareja Claude, con quien firmó el Jardín Lalane , realizado en el Jardín de Halles de París. En 1967, se casó con Claude.
François-Xavier Lalanne es conocido principalmente por sus esculturas de animales, domésticos (ovejas) y silvestres (rinoceronte), el tema de los animales también lo abordó a través de la técnica de la impresión (  Bestiario ordinaire , una colección de planchas, precedido por un prólogo de Patrick Mauries ).
Lalanne se hizo famoso en 1976 gracias a Serge Gainsbourg, que eligió para la portada de uno de sus álbumes una de las obras del artista; el álbum se tituló igual que la obra L'Homme à tête de choux - El hombre de la cabeza de repollo.
En el Parque Georges Brassens de París, puede verse la escultura del Asno, obra de Lalanne.
Hasta el final de su vida, François-Xavier Lalanne ha vivido y trabajado en Ury.
Exposición retrospectiva
- 2010 (marzo a julio): gran retrospectiva dedicada a François-Xavier y Claude Lalanne en el Museo de Artes Decorativas, París

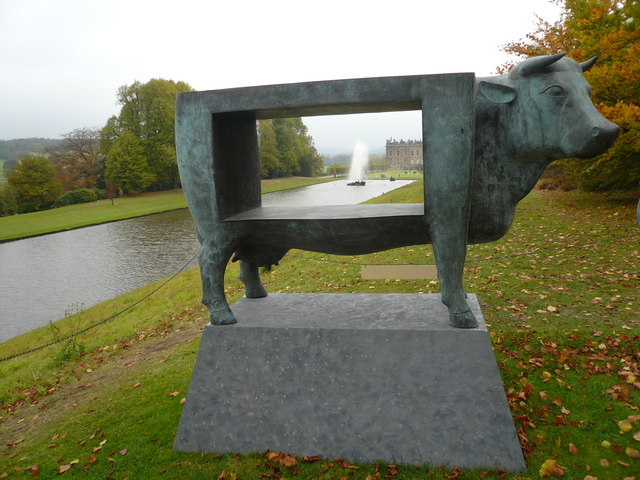
Vaca en Chatsworth Gardens